# Uspořená libra
Uspořená libra je československý televizní film z roku 1963. Divadelní hru irského dramatika Seána O'Caseyho z roku 1939 přeložila Jana Werichová a pro film upravil Jan Werich. 

## Děj
Sam a Jerry v podnapilém stavu přijdou na poštu. Ptají se, zda se zde vyplácejí peníze ze spořitelní knížky. Chtějí vybrat jednu libru. Přijdou k okýnku, ale Sam si nemůže vzpomenout, co chce. Do toho přijde paní, která se dotazuje, zda dopis zaslaný v 19:59 téhož dne dojde do Tararingapatamu v Burmě. Poštovní úřednice jí nemůže pomoci, neboť se to místo nenalézá v seznamu. Sam se musí podepsat pod formulář. Sam ukradl při cestě vlakem spolucestujícímu klobouk. Jerry nosí ukradený klobouk, Sam nosí Jerryho a neví, kam se poděl ten jeho původní. Při podpisu u pultíku obtěžují paní, která píše dopis do Tararingapatamu. Sam při podpisu roztrhne formulář a Jerry požádá o náhradní.
Poštovní úřednice zavolá policistu, aby zákazníky usměrnil. Sam se po peripetiích s velkými a malými písmeny konečně podepíše. Avšak poštovní úřednice shledá, že se podpis neshoduje s tím ve vkladní knížce a libru odmítne vydat. Mají si přijít další den. Oni však nechtějí odejít. Úřednice odmítne vrátit i vkladní knížku, protože by ji Sam ztratil a chce mu ji poslat poštou. To Sam nechce, neboť by ji dostala jeho žena. Stoicky klidný policista nakonec ty dva vykáže. Úřednice policistovi poděkuje, ten jí skládá lichotky a vyzná jí lásku. Sam se opět vrátí a začne vyhrožovat, že podá stížnost. Policista je opět vyhodí a Jerry se Samem odcházejí.

## Obsazení
| Jan Werich        | Sam Adams         |
| Jiří Sovák        | Jerry             |
| Stella Zázvorková | žena s dopisem    |
| Vlastimil Brodský | policista         |
| Jana Werichová    | poštovní úřednice |